# Course en ligne féminine aux championnats du monde de cyclisme sur route 2007
Navigation
2006 2008
La course en ligne féminine aux championnats du monde de cyclisme sur route 2007 a lieu le 29 septembre 2007 à Stuttgart en Allemagne. Elle est remportée par l'Italienne Marta Bastianelli.

## Classement
|                                    | Coureuse                   | Pays             |    | Temps           |
| ---------------------------------- | -------------------------- | ---------------- | -- | --------------- |
| Médaille d'or, Coupe du Monde      | Marta Bastianelli          | Italie           | en | 3 h 46 min 34 s |
| Médaille d'argent, Coupe du Monde  | Marianne Vos               | Pays-Bas         | +  | 6 s             |
| Médaille de bronze, Coupe du Monde | Giorgia Bronzini           | Italie           |    | 6 s             |
| 4                                  | Svetlana Boubnenkova       | Russie           |    | 6 s             |
| 5                                  | Noemi Cantele              | Italie           |    | 6 s             |
| 6                                  | Emma Johansson             | Suède            |    | 6 s             |
| 7                                  | Marina Jaunâtre            | France           |    | 6 s             |
| 8                                  | Oenone Wood                | Australie        |    | 6 s             |
| 9                                  | Alex Wrubleski             | Canada           |    | 6 s             |
| 10                                 | Emma Pooley                | Royaume-Uni      |    | 6 s             |
| 11                                 | Maryline Salvetat          | France           |    | 6 s             |
| 12                                 | Lieselot Decroix           | Belgique         |    | 6 s             |
| 13                                 | Kristin Armstrong          | États-Unis       |    | 6 s             |
| 14                                 | Maribel Moreno             | Espagne          |    | 6 s             |
| 15                                 | Joanne Kiesanowski         | Nouvelle-Zélande |    | 6 s             |
| 16                                 | Amber Neben                | États-Unis       |    | 6 s             |
| 17                                 | Erinne Willock             | Canada           |    | 6 s             |
| 18                                 | Trixi Worrack              | Allemagne        |    | 14 s            |
| 19                                 | Sereina Trachsel           | Suisse           |    | 53 s            |
| 20                                 | Chantal Beltman            | Pays-Bas         |    | 54 s            |
| 21                                 | Judith Arndt               | Allemagne        |    | 58 s            |
| 22                                 | Edwige Pitel               | France           |    | 1 min 6 s       |
| 23                                 | Jeannie Longo-Ciprelli     | France           |    | 1 min 6 s       |
| 24                                 | Rasa Polikevičiūtė         | Lituanie         |    | 1 min 6 s       |
| 25                                 | Anita Valen                | Norvège          |    | 1 min 9 s       |
| 26                                 | Priska Doppmann            | Suisse           |    | 1 min 9 s       |
| 27                                 | Maja Adamsen               | Danemark         |    | 1 min 9 s       |
| 28                                 | Mirjam Melchers-Van Poppel | Pays-Bas         |    | 1 min 9 s       |
| 29                                 | Karen Steurs               | Belgique         |    | 1 min 9 s       |
| 30                                 | Catherine Williamson       | Royaume-Uni      |    | 1 min 9 s       |
| 31                                 | Clemilda Fernandes         | Brésil           |    | 1 min 9 s       |
| 32                                 | Leigh Hobson               | Canada           |    | 1 min 9 s       |
| 33                                 | Julia Martisova            | Russie           |    | 1 min 9 s       |
| 34                                 | Lang Meng                  | Chine            |    | 1 min 9 s       |
| 35                                 | Min Gao                    | Chine            |    | 1 min 9 s       |
| 36                                 | Tereza Huříková            | Tchéquie         |    | 1 min 9 s       |
| 37                                 | Wang Fei                   | Chine            |    | 1 min 9 s       |
| 38                                 | Élodie Touffet             | France           |    | 1 min 9 s       |
| 39                                 | Lorian Graham              | Australie        |    | 1 min 9 s       |
| 40                                 | Grete Treier               | Estonie          |    | 1 min 9 s       |
| 41                                 | Andrea Graus               | Autriche         |    | 1 min 9 s       |
| 42                                 | Zulfiya Zabirova           | Kazakhstan       |    | 1 min 9 s       |
| 43                                 | Verónica Leal              | Mexique          |    | 1 min 9 s       |
| 44                                 | Christine Thorburn         | États-Unis       |    | 1 min 9 s       |
| 45                                 | Mara Abbott                | États-Unis       |    | 1 min 9 s       |
| 46                                 | Claudia Häusler            | Allemagne        |    | 2 min 44 s      |
| 47                                 | An Van Rie                 | Belgique         |    | 2 min 44 s      |
| 48                                 | Dorte Lohse Rasmussen      | Danemark         |    | 2 min 44 s      |
| 49                                 | Sufen Ma                   | Chine            |    | 2 min 44 s      |
| 50                                 | Suzanne de Goede           | Pays-Bas         |    | 2 min 44 s      |
| 51                                 | Andrea Bosman              | Pays-Bas         |    | 2 min 44 s      |
| 52                                 | Luisa Tamanini             | Italie           |    | 2 min 44 s      |
| 53                                 | Karin Thürig               | Suisse           |    | 2 min 44 s      |
| 54                                 | Diana Žiliūtė              | Lituanie         |    | 2 min 44 s      |
| 55                                 | Hanka Kupfernagel          | Allemagne        |    | 2 min 44 s      |
| 56                                 | Nikki Egyed                | Australie        |    | 3 min 11 s      |
| 57                                 | Rachel Heal                | Royaume-Uni      |    | 5 min 36 s      |

|                      | Coureuse              | Pays             |  | Temps       |
| -------------------- | --------------------- | ---------------- |  | ----------- |
| Autres compétitrices |                       |                  |  |             |
| 59                   | Sofie Goor            | Belgique         |  | 6 min 1 s   |
| 60                   | Edita Pučinskaitė     | Lituanie         |  | 10 min 39 s |
| 61                   | Marta Vilajosana      | Espagne          |  | 10 min 39 s |
| 62                   | Jolanta Polikevičiūtė | Lituanie         |  | 10 min 39 s |
| 63                   | Tatsiana Sharakova    | Biélorussie      |  | 10 min 39 s |
| 64                   | Rosane Kirch          | Brésil           |  | 10 min 39 s |
| 66                   | Oxana Kozonchuk       | Russie           |  | 12 min 8 s  |
| 67                   | Siobhan Dervan        | Irlande          |  | 12 min 38 s |
| 68                   | Grace Verbeke         | Belgique         |  | 12 min 38 s |
| 69                   | Jennifer Hohl         | Suisse           |  | 12 min 40 s |
| 70                   | Patricia Schwager     | Suisse           |  | 12 min 40 s |
| 72                   | Eneritz Iturriaga     | Espagne          |  | 12 min 40 s |
| 73                   | Rosara Joseph         | Nouvelle-Zélande |  | 14 min 24 s |
| 76                   | Giuseppina Grassi     | Mexique          |  | 16 min 56 s |
| 78                   | Rasa Leleivytė        | Lituanie         |  | 16 min 56 s |
| 81                   | Paola Madriñán        | Colombie         |  | 20 min 59 s |